# Loxoconcha impressa
Loxoconcha impressa är en kräftdjursart som beskrevs av Baird. Loxoconcha impressa ingår i släktet Loxoconcha och familjen Loxoconchidae. Inga underarter finns listade i Catalogue of Life.